# Paul Greening
Sir Paul Woollven Greening (Steyning, 4 giugno 1928 – Fareham, 5 novembre 2008) è stato un ammiraglio britannico.

## Carriera
Studiò presso la Mowden School e al Pangbourne College. Greening si unì alla Royal Navy nel 1946. Gli fu affidato il comando di HMS Asheldham, HMS Messins, HMS Lewiston e della fregata HMS Jaguar.
Dopo la sua promozione a capitano, gli affidato il comando della fregata HMS Aurora nel 1970. È stato capitano del Royal Naval College, Dartmouth nel 1976. Promosso a contrammiraglio, divenne segretario navale nel 1978 e ufficiale di bandiera sul Royal Yacht HMY Britannia nel 1981. È stato responsabile della pianificazione della luna di miele del principe e della principessa del Galles nel mese di agosto 1981. Si ritirò nel 1985.
È stato nominato uno scudiero extra della Regina nel 1983 e Master of the Household del sovrano (1986-1992).

## Matrimonio
Nel 1951 sposò Monica West ed ebbero due figli.